# W barré
Ne doit pas être confondu avec ₩.
W barré (majuscule : W, minuscule : w) est une lettre additionnelle de l’alphabet latin est utilisée dans certaines transcriptions phonétiques.
Cette lettre est formée d’un w diacrité avec une barre inscrite. Il n’est pas à confondre avec le symbole monétaire du won sud coréen ‹ ₩ › ou le W barré diagonalement ‹ W̸, w̸ ›.

## Utilisation
Charls Butler utilise le W barré (majuscule et minuscule), dans sa grammaire anglaise, The English grammar, publiée en 1633, dans une réédition de The feminin‘ monarchi‘ en 1634 et dans The principles of musik in singing and setting publié en 1636, pour représenter une consonne spirante labio-vélaire sourde [ʍ],.

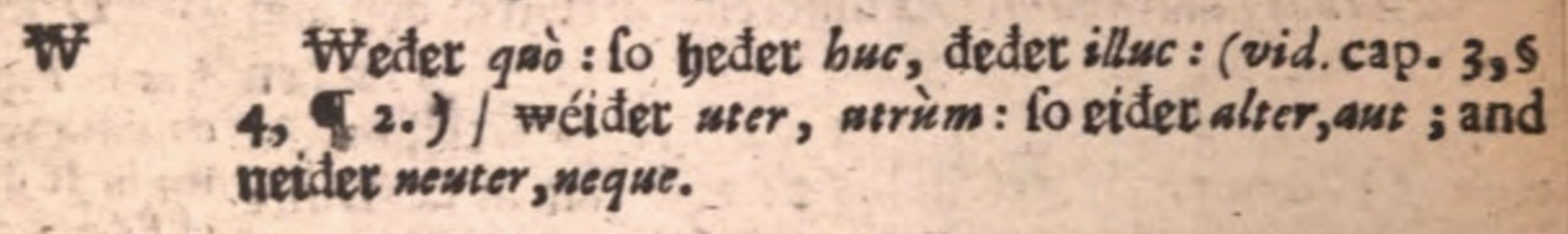
W barré dans Charls Butler, The English grammar, 1633.

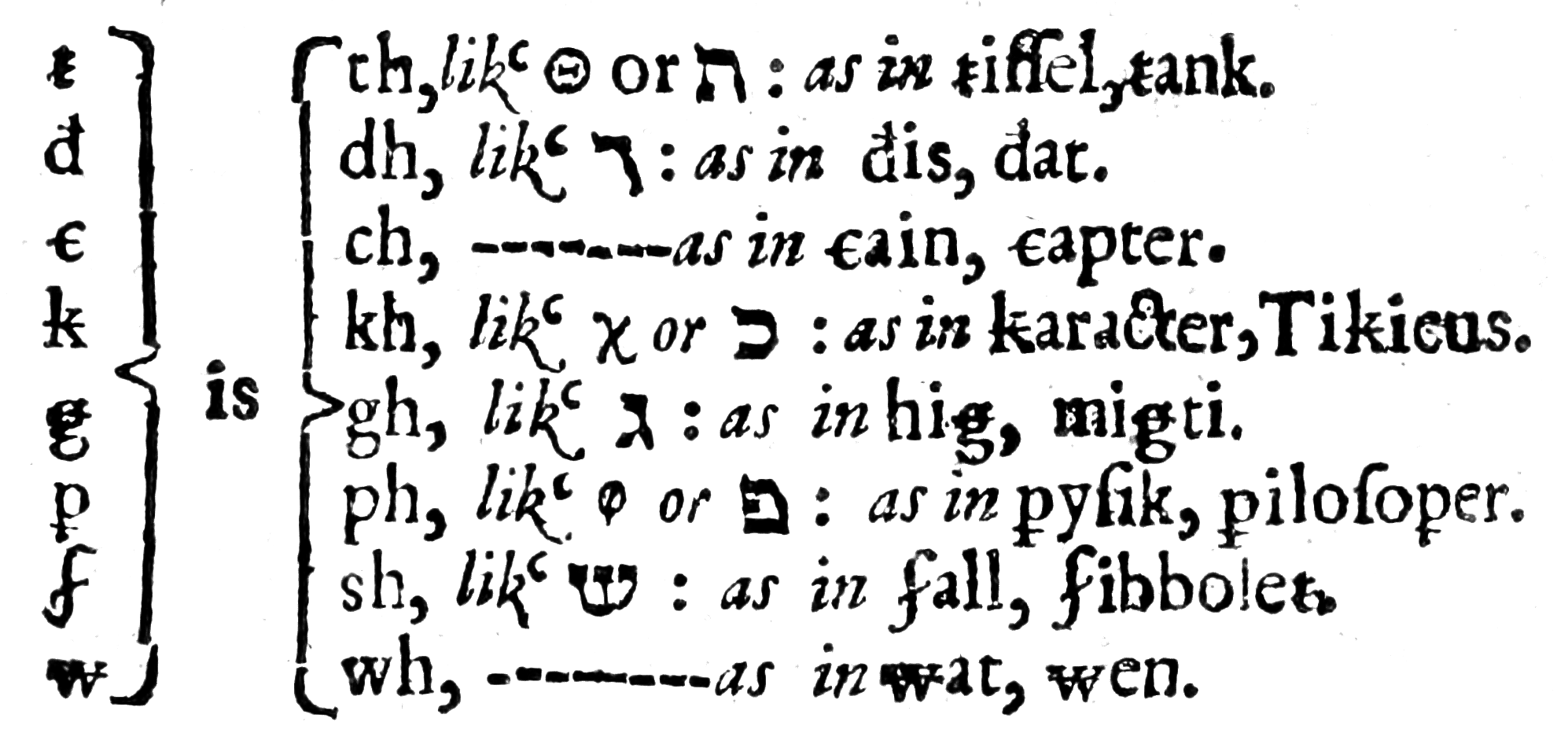
Lettres « aspirées » dans Charls Butler, The principles of musik, 1636.

Le W barré est utilisé dans la notation atomique de Jöns Jacob Berzelius, utilisé à partir de 1827 au XIXe siècle, où les symboles avec une lettre initiale barrée représentent deux atomes, par exemple dans W pour deux atomes de tungstène,.
Antoine Mostaert utilise le w barré avec l’alphabet Anthropos dans une étude phonétique du dialecte des Mongols urdus (Sud) publiée dans la revue Anthropos  en 1926 et 1927 pour représenter une consonne spirante labio-vélaire sourde [ʍ],.
Gunnvor Rundhovde utilise le w barré, dans sa transcription basée sur la transcription Norvegia, pour représenter une consonne labio-vélaire entre un u et une voyelle dans une description du dialecte d’Åsane publiée en 1975.
Luc Tchiegang utilise le w barré pour la consonne spirante labio-palatale voisée [ɥ], dans un ouvrage de conversations medumba publié en 1978.
Andrés Teyolotzin Hasler Hangert utilise le w barré comme symbole phonétique pour une consonne spirante labio-vélaire voisée non-arrondie [ɰᵝ] dans une description du nahuatl de Tehuacán-Zongolica (en) publiée en 1996.
Dans certaines transcriptions utilisant un alphabet phonétique international non standard, la consonne spirante labio-post-palatale voisée, c’est-à-dire la semi-voyelle correspondant à la voyelle fermée centrale arrondie [ʉ], est transcrite à l’aide du w barré [w]. Celle-ci est parfois aussi transcrite [ʉ̯] ou avec le ɥ barré [ɥ].

## Représentation informatique
Le W barré ne possède pas de caractères propre dans Unicode ou d’autres codages informatiques standardisés.
Il peut être représenté de manière approximative à l’aide du caractère du W et du caractère combinant U+0335 diacritique barre courte couvrante : W̵ et w̵ ; ou U+0336 diacritique barre longue couvrante : W̶ w̶.
Il peut aussi être représenté à l’aide de formatage de texte, par exemple avec le balisage <s> pour barrer en HTML.